# Francisco Esteve Pastor
Francisco Esteve Pastor (Paco Esteve) (Muro d'Alcoi, Alacant, 22 d'abril de 1915 – València, 18 de gener de 1989) va ser un compositor valencià conegut per la seua dedicació al gènere de la Música Festera de Moros i Cristians.

## Biografia
Descendent de família amb arrels musicals, el seu pare Rafael Esteve Nicolau (1871-1942) és considerat una de les figures més importants de la composició musical valenciana de finals de segle xix i principis del XX.
El jove Esteve va començar ben prompte amb instruments com el flautí, el saxo i la percussió. No obstant, l'instrument que més va tractar al llarg de la seua vida va ser el piano. És per això que a l'edat dels dotze anys ja començava a fer actuacions al casino Regio i al Musical d'Oliva, com també tocant l'orgue en substitució del seu pare a l'esglèsia arxiprestal de Santa Maria d'Oliva. En aquest poble sovint també amenitzava sales on projectaven cinema mut com el Lírico o la sala Olímpia.
Als quinze anys es trasllada a València on continua els estudis de piano amb el mestre Pérez Corredor, deixeble d'Enric Granados. Paral·lelament amplia els seus estudis d'harmonia amb el prestigiós compositor Pere Sosa.
Passada la Guerra Civil, funda l'Orquestra de ball Radio Club on es trasllada a Saragossa buscant noves oportunitats musicals en plena postguerra. L'any 1948 és contractat com a pianista a la famosa orquestra de l'època, Copacabana, on coneixerà a la seua futura dona Lia Delby.
Més tard, la parella rebria una oferta amb l'orquestra Los chicos de España que els portaria de gira per diferents ciutats d'arreu del món com ara Istanbul, Beirut, Teheran, Damasc, Tunis, Finlàndia o Suècia.
Anys després, ja establerts a València a partir de 1975, van ser contractats al cabaret Los Molinos on es va establir fins a la seua jubilació al 1980. Aquesta projecció com a pianista acompanyant va fer que guanyés una gran reputació, portant-lo a actuar amb cèlebres artistes com ara Juanito Valderrama, Dolores Abril o Antonio Molina.
Al gener del 1989 Esteve moria després d'una greu malaltia.

## Reconeixements i Premis[1]
- 1973 – Primer i Segon Premi del X Festival de Música Festera d'Alcoi amb La Plana de Muro i Eduardo Borràs, respectivament.
- 1974 – Primer Premi del XI Festival de Música Festera d'Alcoi amb la marxa mora Benàmer.
- 1975 – Primer Premi del XII Festival de Música Festera d'Alcoi amb la marxa cristiana Ja baixa l'àguila.
- 1976 – Primer Premi del XIII Festival de Música Festera d'Alcoi amb el pas-doble Brisas de Mariola.
- 1977 – Primer Premi del XIV Festival de Música Festera d'Alcoi amb la marxa mora Mudéjares.
- 1979 – Primer Premi del XVI Festival de Música Festera d'Alcoi amb el pasdoble Homenaje.
- 1980 – Segon Premi del I Concurs Nacional de Música Festera d'Ontinyent amb la marxa mora Mozárabes.
- 1982 – Primer Premi del concurs de pasdobles organitzat per l'Ajuntament de Benifaió amb el pasdoble Ciudad de Benifaió.
  - Primer Premi al concurs de composició de la Comparsa Contrabandistes de Monfort del Cid amb el pasdoble Contrabando Monfortino.
- 1983 – Primer Premi del XX Festival de Música Festera d'Alcoi amb el pasdoble Tayo.
- 1984 – Segon Premi del XX Festival de Música Festera d'Alcoi amb la marxa mora Josele “el de la Llana”.
  - Primer Premi del Concurs de Pasdobles de l'Ajuntament de Vinaròs amb el pasdoble Vinaròs.
  - Primer Premi al Concurs Nacional de Música Festera d'Ontinyent amb la marxa mora Adrián Espí.
  - Primer Premi del Concurs de Música Festera organitzat per la Comparsa “Las Huestes del Califa d'Elx” amb la marxa mora Califa i Capità.
- 1986 – Primer Premi del XXIIIè. Festival de Música Festera d'Alcoi amb el pasdoble L'alcoià.

## Treballs per a banda[3]
- 1934, Negus, pasdoble
- 1962, Hamet Pachá, marxa mora
- 1972, La Penya el Flare, pasdoble
- 1973, A mi Muro, pasdoble
- 1973, Antonio Mompeán, pasdoble
- 1973, La Plana de Muro, pasdoble
- 1973, Eduardo Borrás, pas-doble dianer
- 1974, Ben-Amer, marxa mora
- 1975, Ja baixa l'aguila, marcha cristiana
- 1975, Malena, pasdoble
- 1976, Penya Cadell, marxa mora
- 1976, Brisas de Mariola, pasdoble
- 1977, Mudéjares, marxa mora
- 1979, Homenaje, pasdoble
- 1981, Marrocs, marxa mora
- 1982, Benimerines, marxa mora
- 1982, Tariks, marxa mora
- 1983, Carol, l'orgull dels agüelos, pasdoble
- 1983, Tayo, pasdoble
- 1984, El moreno, pasdoble
- 1984, Califa i capità, marxa mora
- 1984, Josele "el de la Llana", marxa mora
- 1985, Adrián Espí, marxa mora
- 1986, Juanjo, marxa mora
- 1986, L'Alcoià, pasdoble
- 1988, José Gras, pasdoble
- 1988, Juan Rico, pasdoble
- (?), Benifaió, pasdoble
- (?), Negras de Petrel, marxa mora
- (?), Joventut Musical d'Albal, pasdoble